# Fox Adria
Fox es un canal de televisión paga transmitido en países de la península balcánica, como Albania, Bosnia y Herzegovina, Bulgaria, Croacia, Macedonia del Norte, Montenegro, Serbia y Eslovenia, operado por Fox Networks Group. Se lanzó el 15 de octubre de 2012 y transmite programación de Fox (Estados Unidos), BBC, ABC y Freeform. El 9 de mayo de 2013, el canal lanzó su versión HD.

## Programación
- Los Simpsons
- Family Guy
- Bones
- The X-Files
- Archer
- Sinbad
- Raising Hope
- Last Man Standing
- Empire
- The X Factor
- Homeland
- Misfits
- Lie to Me
- Everybody Loves Raymond
- Mental
- American Horror Story
- Out There
- Wilfred
- America's Funniest Home Videos
- The Borgias
- Continuum
- The Gates
- Dollhouse
- Buffy the Vampire Slayer
- Modern Family
- Sleepy Hollow
- Awake
- Agents of S.H.I.E.L.D.
- Louie
- The Listener
- Graceland
- The Crazy Ones
- The Millers
- Wayward Pines
- Castle
- The Strain
- Brickleberry
- Malcolm in the Middle
- Dexter
- The Walking Dead
- Scream Queens (Series de TV del 2015)